# Cnosso
Cnosso (in greco antico: Κνωσός?, Knōsós, greco miceneo ko-no-so, minoico ku-ni-su) è il più importante sito archeologico dell'età del bronzo di Creta.
Sorge nella parte centrale dell'isola di Creta, a 6 km dal mare e a 5 km da Heraklion, sul fiume Katsaba (antico Kairatos).
Fu un importante centro della civiltà minoica (la civiltà cretese dell'età del bronzo). Il palazzo di Cnosso è legato ad antichi miti della Grecia classica, come Minosse e il labirinto costruito da Dedalo, e quello di Teseo e il Minotauro. Questa leggenda racconta che Minosse, re di Creta, abbia fatto costruire un labirinto per chiuderci dentro il Minotauro nato dall'unione di sua moglie con un toro. Questo essere mostruoso aveva la testa di toro e il corpo di uomo. Ogni anno bisognava dare 7 fanciulli e 7 fanciulle in pasto al Minotauro nel labirinto.

## Storia

### Età minoica
Abitato già nel Neolitico, divenne un florido centro della civiltà minoica verso il 2000 a.C., epoca della costruzione del grande palazzo che, privo di mura difensive, era simbolo dell'egemonia cretese sul mar Egeo. In questo periodo gli abitanti di Cnosso cominciarono ad avere rapporti commerciali con la civiltà egizia dalla quale appresero le tecniche per realizzare gli straordinari affreschi rinvenuti. Verso il 1700 a.C. un cataclisma, forse un terremoto provocato dall'eruzione del vulcano dell'isola di Thera (l'odierna Santorini), distrusse tutti i palazzi dell'isola, incluso quello di Cnosso.
Durante il periodo neopalaziale (1700 a.C.-1400 a.C.) il palazzo venne ricostruito ancora più sontuoso di quello di epoca palaziale, ancora una volta privo di mura difensive, cosa che testimonia la totale assenza di invasioni da parte di altri popoli. Verso il 1450 a.C. Cnosso fu devastata dai Micenei, popolazione proveniente dal Peloponneso, come testimoniano i testi in lineare B rinvenuti nel palazzo, finché verso la metà del XIV secolo a.C. la città decadde completamente. Vi sono infine fonti che indicano la presenza di artigiani cretesi nelle città micenee dove veniva apprezzata la loro alta conoscenza nel campo dell'oreficeria.

### Età classica
Dopo la fine della civiltà minoica, Cnosso si ripopolò a partire dal 1000 a.C., divenendo alla fine una classica polis. Secondo Strabone da qui partirono i colonizzatori di Brindisi.
Nel quarto e terzo secolo a.C. Cnosso fu impegnata in diverse guerre per il predominio sull'isola contro altre città come Litto e Polyrrenia, che videro l'intervento esterno di leghe greche e di Filippo V di Macedonia, cui Cnosso si oppose con altri nella guerra di Creta.
L'intervento romano permise a Cnosso di diventare per qualche decennio la città più importante dell'isola, ma con la conquista romana del 67 a.C. le venne preferita Gortys come capitale della nuova provincia di Creta e Cirene. Vicino al palazzo sorse una colonia romana, Iulia Nobilis.

### Età post-classica
Negli anni venti del IX secolo l'isola venne conquistata dagli Arabi e la popolazione si spostò a Candia, che in origine era forse uno degli scali portuali di Cnosso.

## Storia degli scavi archeologici a Cnosso

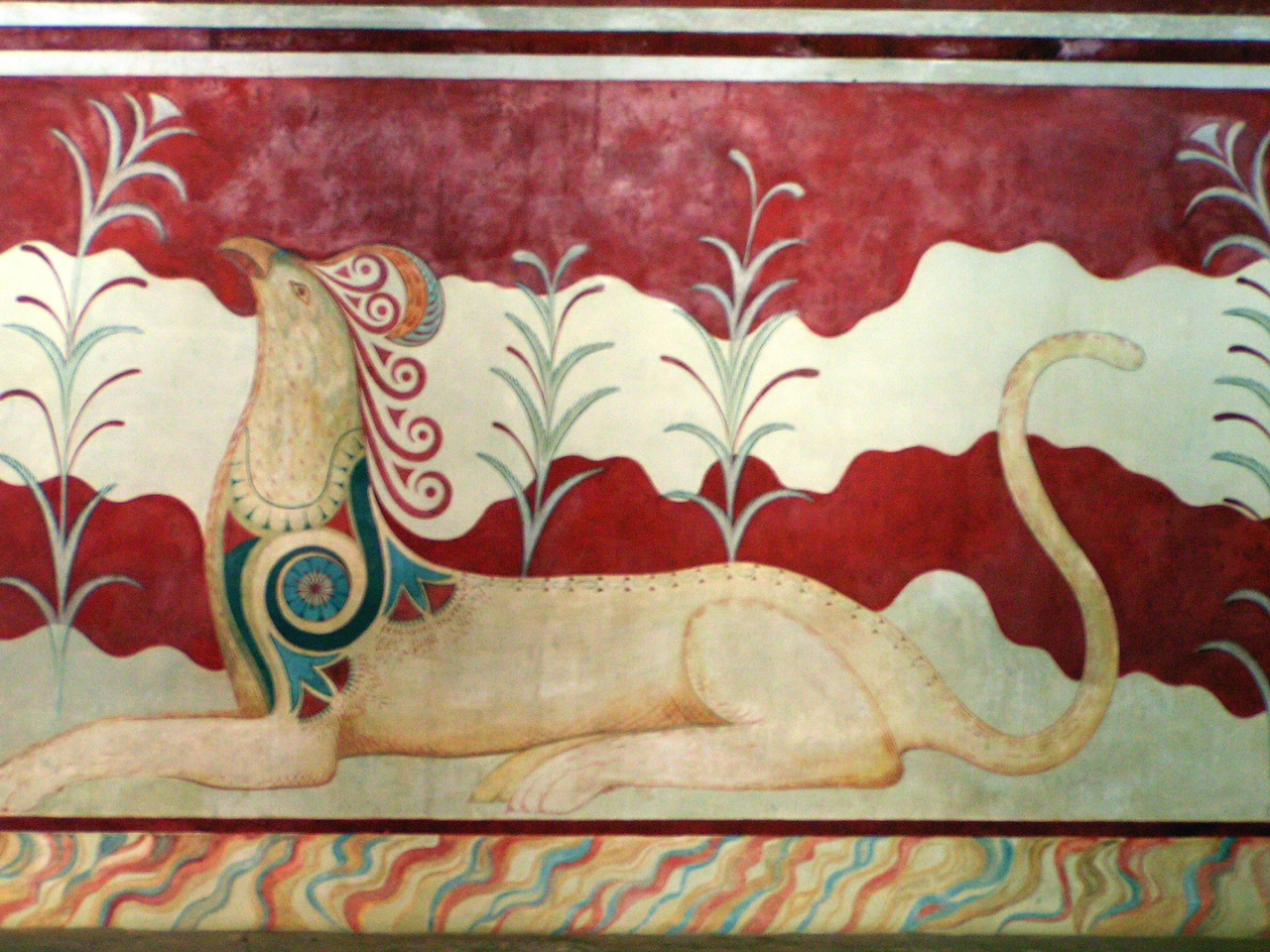
Affresco di un grifone

Da molti anni era noto che in quest'area si dovesse trovare una città di nome Cnosso. Infatti gli abitanti della regione, coltivando i loro campi, trovavano spesso degli oggetti antichi.
Il primo a intraprendere gli scavi fu Minos Kalokairinos, un antiquario, commerciante di Iraklion, che nel 1878 scoprì due dei magazzini del palazzo. I turchi, padroni del terreno, lo costrinsero a fermare le ricerche. Fallirono pure i tentativi di Heinrich Schliemann nel comprare la collina di "Kefala" a causa delle eccessive pretese dei turchi. Questi ultimi, infatti, volevano vendere al ricercatore molti più olivi di quanti non ce ne fossero sulla collina, pretendendo una somma ingente che però il tedesco respinse con indignazione.
La fortuna aiutò invece Sir Arthur Evans, archeologo e in quel periodo direttore dell'Ashmolean Museum di Oxford, che incominciò scavi sistematici nel 1900, seguito dal suo assistente, l'archeologo inglese Duncan Mackenzie, che teneva anche il diario di scavo, dopo la proclamazione dell'autonomia dell'isola. Verso la fine del 1903 quasi tutto il palazzo era scoperto e la ricerca procedette nei dintorni. Evans continuò così fino al 1931, con un'interruzione durante la prima guerra mondiale. Più tardi pubblicò la sua opera "The Palace of Minos at Knossos", in quattro volumi.
Fin dall'inizio i monumenti scoperti avevano bisogno di restauro. Così certe parti del palazzo sono state ricostruite secondo l'interpretazione di Evans e in questi lavori fu usato cemento armato in abbondanza. Le parti che corrispondevano a costruzioni in legno furono all'inizio dipinte in giallo (oggi il colore giallo è sostituito). Inoltre, copie dei meravigliosi affreschi trovati durante gli scavi sono state collocate ai posti originali. Questo metodo di restauro è stato criticato da molti a causa dell'utilizzo di materiali estranei all'architettura minoica. Altri scienziati hanno contestato certi risultati di Evans. A parte tutto ciò, l'intuizione, l'immaginazione creativa e la profonda conoscenza scientifica di Evans sono sempre state ammirate. In grandissima parte si deve a lui la scoperta dello splendore del mondo minoico, che fino alla sua epoca si rifletteva solo nella mitologia greca. Dopo la sua morte, gli scavi di Cnosso, che continuano fino a oggi, sono stati intrapresi dalla Scuola Britannica di Atene.

## Il palazzo

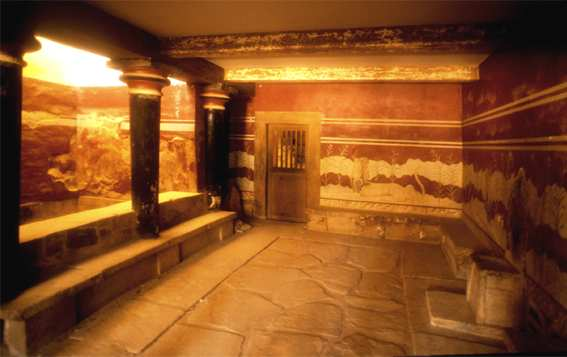
L'interno del palazzo: la stanza del trono

Come gli altri palazzi di Creta, anche quello di Cnosso costituiva il centro politico, religioso ed economico dell'impero marittimo minoico e possedeva inoltre un carattere sacro. Il palazzo ricopriva una superficie di 22000 m², era a più piani e a pianta molto complessa e intricata. Pare potesse ospitare fino a 12 000 persone e conteneva 1 300 stanze, sale per il culto, per i ricevimenti e dei funzionari dell'amministrazione. Fu edificato sopra le rovine di un più antico palazzo, costruito attorno al 2000 a.C. e distrutto probabilmente da un grande terremoto intorno al 1628 a.C., dovuto alla catastrofica eruzione vulcanica di Thera, l'odierna isola di Santorini.
Il "secondo palazzo" fu costruito all'inizio del XVI secolo a.C. Il palazzo di Cnosso era costruito intorno a un cortile in terra battuta dove si esibivano dei ginnasti che volteggiavano sui tori, animale sacro per i cretesi, sfidando la morte come i gladiatori del Colosseo. Il palazzo era così grande e la trama era così complessa che viene menzionato come labirinto nel mito del Minotauro e del filo di Arianna. Infatti nel mito si dice che il palazzo era stato progettato dall'architetto ateniese Dedalo aiutato dal figlio Icaro (mito di Dedalo e Icaro). Vi è inoltre un riferimento anche morfologico lessicale che riconduce al famigerato labirinto: il simbolo del palazzo era l'ascia bipenne, in greco antico: λάβρυς?, labrys, da cui, con il suffisso -into, a indicare il luogo, labyrinthos.
Particolare del palazzo sono i famosi bagni degli appartamenti della regina che, secondo studi approfonditi, sarebbero i più avanzati di tutta l'antichità, con canalizzazioni sotterranee, fogne, canali di scarico, acqua calda sempre disponibile... un miracolo della tecnica cretese. Infine si pensa che il palazzo di Cnosso sia stato ubicato proprio in quella posizione perché nei pressi del monte Ida, il luogo dove era vissuto Zeus e probabilmente anche Poseidone.

## Gli affreschi di Cnosso

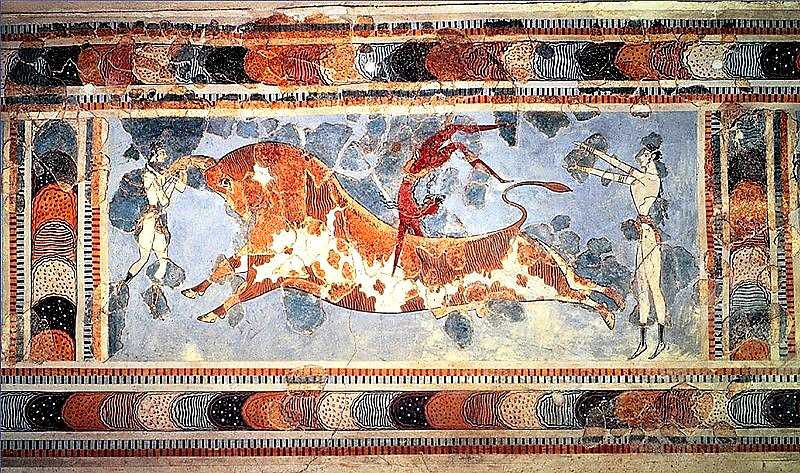
Affresco del palazzo di Cnosso - particolare di un corridoio, la scena del toro e i ginnasti

A Cnosso vi era una profonda cultura degli affreschi. I Cretesi dipingevano sulle pareti del palazzo di Cnosso opere eccezionali con la classica visione di profilo tipica dell'arte egizia. Il motivo di questa particolare tecnica rappresentativa è la causa dei continui scambi commerciali e culturali tra la civiltà cretese e quella egizia. Al museo archeologico di Candia sono conservati notevoli affreschi ancora ben conservati che rappresentano scene di giochi con i tori (taurocatapsia), processioni, ecc. I muri erano ricoperti da intonaci affrescati con soggetti marini, combattimenti con tori e motivi geometrici. Per la prima volta le immagini non erano usate per rappresentare concetti e simboli come nell'arte egizia, ma per abbellire i luoghi di vita. Il rapporto dei Cretesi con la natura, specie quella marina, è testimoniato dalla pittura e dall'arte scultorea. La religione cretese infatti attribuiva caratteri divini ad alcuni animali, come il toro e il serpente, che costituivano perciò il soggetto privilegiato delle pitture.